# تیموفی دوکشیتسر
تیموفِی الکساندروویچ دوکْشیتْسِر (به روسی: Тимофей Александрович Докшицер)‏ (۱۳ دسامبر ۱۹۲۱ – ۱۶ مارس ۲۰۰۵) رهبر ارکستر، آهنگساز، نوازندهٔ ترومپت، و معلم موسیقی اهل اتحاد جماهیر شوروی سوسیالیستی با تبارِ اوکراینی بود.
دوکْشیتْسِر استادِ کالج موسیقی دولتی گنیسین بود. همچنین، چندین جایزه و نشان افتخار دریافت کرد؛ ازجمله، برندهٔ جایزهٔ هنرمند مردمی روسیه و جایزهٔ هنرمند مردمی جمهوری شوروی فدراتیو سوسیالیستی روسیه شد.